# Guillermo Thorndike
Guillermo Thorndike Losada (Lima, 25 de abril de 1940-Lima, 9 de marzo de 2009) fue un periodista y escritor peruano.

## Biografía
Hijo de Augusto Thorndike Galup, exministro de economía y Carmen Losada Fernández. Su bisabuelo John L. Thorndike, fue un ingeniero que llegó al Perú para trabajar junto a Enrique Meiggs en la construcción de ferrocarriles en la sierra central. Fue, además, primo del empresario Felipe Thorndike Beltrán y del jurista Javier Ortiz de Zevallos.
Estudió en el Colegio Maristas de Lima y luego, en 1957, ingresó a la Universidad Nacional Mayor de San Marcos para estudiar Literatura en la Facultad de Letras. Se casó con Rosario del Campo León, con quien tuvo dos hijos: Augusto y Meritxell.

## Carrera periodística
En 1959, ingresó a la plana de redactores del diario La Prensa como reportero policial y posteriormente como Jefe de Informaciones hasta 1962. Ese año retorna de Estados Unidos luego de cursar estudios en el World Press Institute en Minnesota, para participar en la fundación de una cadena de diarios auspiciado por Luis Banchero Rossi, la que apareció en diversos departamentos del Perú con el título de Correo. En 1964, asume la jefatura de redacción del Correo, al año siguiente, la subdirección del diario, y, en 1966, la jefatura editorial.
En 1968 fundó el diario Ojo. En 1973 fue corresponsal en Costa Rica para el diario mexicano Excélsior. En 1974 asumió la Dirección del diario La Tercera y La Crónica, durante el gobierno de Velasco, ya que habían sido intervenidos por el gobierno militar nacionalista. En este último publicó una edición paralela en quechua titulada Cronicawan, considerado por muchos como uno de los primeros periódicos de circulación nacional escrito en la lengua nativa del Perú; durante este periodo impulsó la publicación con 2 suplementos titulados Variedades y Mundial.
En 1976 fue asesor de la Federación de Pescadores del Perú El Amauta del Mar. En 1980 fue director de El Diario de Marka (1980-1981) y fundador del diario Crónica Libre. Fue asesor de la candidatura de Alfonso Barrantes para las elecciones municipales de Lima.
En 1981 fue uno de los fundadores del diario La República, en el cual fue director hasta 1985. Fundó y dirigió el diario El Popular. En 1989 fue director del diario El Nacional. En 1990 fue fundador y Director del diario Página Libre. En 1991 fue presidente del Consejo Editorial de la revista Ayllu. En 1998 fue Editor de Prensa del canal Frecuencia Latina.
De 2005 a 2006 retomó la dirección del diario La Razón. De 2008 a 2009 fue director periodístico de RBC Televisión.

## Publicaciones
Thorndike fue coautor del libreto La Tierra se hizo nuestra, con el cual el grupo Perú Negro recibe, en 1969, el primer premio en el Festival Internacional de la Danza y la Canción en el Luna Park de Buenos Aires, Argentina. En 1973 quedó como finalista en el III Premio Internacional de Poesía "Ocnos" en Barcelona con su inédito poemario "Aunque el sol no alcance para todos"; 
En 1977 inició la publicación de una tetralogía sobre la guerra con Chile en la que reconstruye la vida política, social, económica y las acciones bélicas de esa etapa de la Historia del Perú, los títulos fueron: 1879, El viaje de Prado, Vienen los chilenos y La batalla de Lima.
Incursiona en la cinematografía peruana escribiendo el guion para el film Muerte al amanecer, primer largometraje de Francisco Lombardi. En 1980, su novela Abisa a los compañeros (sic) fue adaptada para el film del mismo nombre, dirigida por Felipe Degregori.
- Cristóbal Colón. -- Lima : [I.T.A.], 1953.
- Los ojos en la ventana. -- Buenos Aires : Impr. López, 1958.
- El año de la barbarie. -- Lima : Edit. Nueva América, 1969. (Otras Ed. 1972, 1973, 1977, 1980).
- El Caso Banchero. -- Lima : Barral Editores, 1973. (Otras Ed. 1980).
- Las rayas del tigre. -- Lima : Mosca Azul, 1973.
- Manguera. -- Lima : Mosca Azul Editores, 1975.
- Abisa a los compañeros, pronto (sic). -- Lima : Mosca Azul Editores, 1976.
- No, mi general. -- Lima : Mosca Azul, 1976.
- Aulas para despertar. -- Lima : Derrama Magisterial, 1977.
- La guerra del salitre. -- Lima : Promoinvest, Cía de Inversiones, 1977-1979. Contenido: v.1. 1879 -- v.2. El viaje de Prado -- v.3. Vienen los chilenos -- v.4. La batalla de Lima.
- El revés de morir. -- Lima : Mosca Azul Edit., 1978.
- Autorretrato. -- [Lima : Promoinvest, Cía de Inversiones, 1979].
- 1930-Perú-1980 : la república militar. -- Lima : Ed. Universo, 1979.
- 1980, el año decisivo. -- [Lima] : Runamarka, [1980].
- Los apachurrantes años 50. -- Lima : Guillermo Thorndike, 1982.
- El evangelio según Sandino. -- Lima : Ed. Labrusa, 1983.
- Uchuraccay : testimonio de una masacre. -- [Lima] : G. Thorndike Edit., [1983].
- La revolución imposible. -- Lima : EMISA, 1988.
- Los topos : la fuga del MRTA de la prisión de Canto Grande. -- Lima : Mosca Azul, 1991.
- Los prodigiosos años 60. -- Lima : Libre, 1992.
- El Hermanón. -- Lima : Edit. Libre, 1994.
- Banchero: los adolescentes y alucinantes años 60 de Chimbote. -- Chimbote : [s.n.], 1995.
- Los imperios del Sol: una historia de los japoneses en el Perú . -- Lima : Brasa, 1996.
- Maestra vida. -- Lima : Mosca Azul, 1997.
- Jorge Cieza Lachos, héroe de Juanjuí. -- Lima : Panal de Comunicaciones, 1998.
- Paso de vencedores!. -- Lima : Oficina de Información del Ejército, Comisión Permanente de Historia del Ejército, 1999.
- Gastronomía. -- Lima : Universidad de San Martín de Porres, Escuela Profesional de Turismo y Hotelería, 2000.
- Ocupación, testigo. -- Lima : Universidad de San Martín de Porres, Escuela Profesional de Ciencias de la Comunicación, 2003.
- La Gran Persecución, 1932-1956. - Lima: (Coescrito con Armando Villanueva del Campo) EDICION DEL AUTOR, 2004.
- El rey de los tabloides. -- Universidad de San Martín de Porres, Escuela Profesional de Ciencias de la Comunicación, 2008.
- Grau. -- Lima : Fondo Editorial del Congreso del Perú; Fondo Editorial del Banco de Crédito del Perú, 2005-2011. Contenido: v.1. Grau. Los hijos de los libertadores -- v.2. Grau. La traición y los héroes -- v.3. Grau. Caudillo, la ley -- v.4. Grau. La república caníbal -- v.5. Grau. 1878 crimen perfecto -- v.6. Grau. La mansión de los héroes